# Płońsko
Płońsko (niem: Plönzig) – wieś w Polsce położona w województwie zachodniopomorskim, w powiecie pyrzyckim, w gminie Przelewice.
W latach 1954-1961 wieś była siedzibą gromady Płońsko, po jej zniesieniu w gromadzie Rosiny. W latach 1975–1998 miejscowość administracyjnie należała do województwa szczecińskiego.

## Zabytki
- ruina XV-wiecznego kościoła gotyckiego w centrum wsi; zachowane pełne mury nawy z całkowicie zachowanym szczytem i masywna wieża obronna  ukoronowana wysokim, ceglanym, ostrosłupowym hełmem. Do wieży prowadzi ceglany, pięciouskokowy portal.
- rozległy kompleks folwarczny, w jego skład wchodzi niewielki dwór z drugiej połowy XIX w. otoczony parkiem[3].